# Psychotria hainanensis
Psychotria hainanensis är en måreväxtart som beskrevs av Hui Lin Li. Psychotria hainanensis ingår i släktet Psychotria och familjen måreväxter. Inga underarter finns listade i Catalogue of Life.